# Serrat Espatllat
El Serrat Espatllat és una serra situada al municipi de les Llosses a la comarca del Ripollès, amb una elevació màxima de 1.384 metres.